# Tramwaje w La Chaux-de-Fonds
Tramwaje w La Chaux-de-Fonds − zlikwidowany system komunikacji tramwajowej w szwajcarskim mieście La Chaux-de-Fonds, działający w latach 1897–1950.

## Historia
Tramwaje w La Chaux-de-Fonds uruchomiono 1 stycznia 1897 na trasie Usine à gaz - Métropole oraz z cul-de-sac do Gare. Łączna długość uruchomionych linii wynosiła 1,4 km. Uruchomione tramwaje były elektryczne i kursowały po torach o szerokości 1000 mm. Kolejne odcinki tras tramwajowych oddano do eksploatacji:
- 1 lipca 1898 na trasach:
  - Place au Marché – Charrière
  - Metropol – Abeille
- 12 grudnia 1899 na trasach:
  - Charrière – Collège
  - Uisine à gaz – Dépôt

Również w tych latach zbudowano nową zajezdnię tramwajową z 4 torami, warsztatami oraz biurami. 24 września 1912 oddano do eksploatacji odcinek Stand - Bel Air. W 1915 wprowadzono do eksploatacji wagony doczepne. 24 listopada 1924 oddano do eksploatacji kolejne dwa odcinki sieci:
- - Abeille – Succès o długości 300 m
  - Métropole – Grands Moulins o długości 684 m

W 1928 wprowadzono numerację linii. 27 listopada 1937 po raz ostatni rozbudowano sieć tramwajową w La Chaux-de-Fonds uruchamiając odcinek z Charrière do Parc des Sports, wówczas sieć tramwajowa osiągnęła swoją największą długość wynoszącą 5,3 km. Pierwszy odcinek sieci tramwajowej zlikwidowano 21 grudnia 1949 z Casino do Bel Air o długości 1,3 km. Ostatnie linie zlikwidowano 15 czerwca 1950 Charrière, Usine à gas – Succès, Grand Moulin. Zajezdnię sprzedano w 1951. 

## Tabor
Tabor tramwajowy składał się z 10 wagonów tramwajowych. Tramwaje były malowane na żółto-brązowo.